# José Luis Molina
José Luis Molina, född 8 mars 1965, är en friidrottare från Costa Rica. Han deltog vid olympiska sommarspelen 1992, olympiska sommarspelen 1996 och olympiska sommarspelen 2000.